# Gosewijn I van Heinsberg

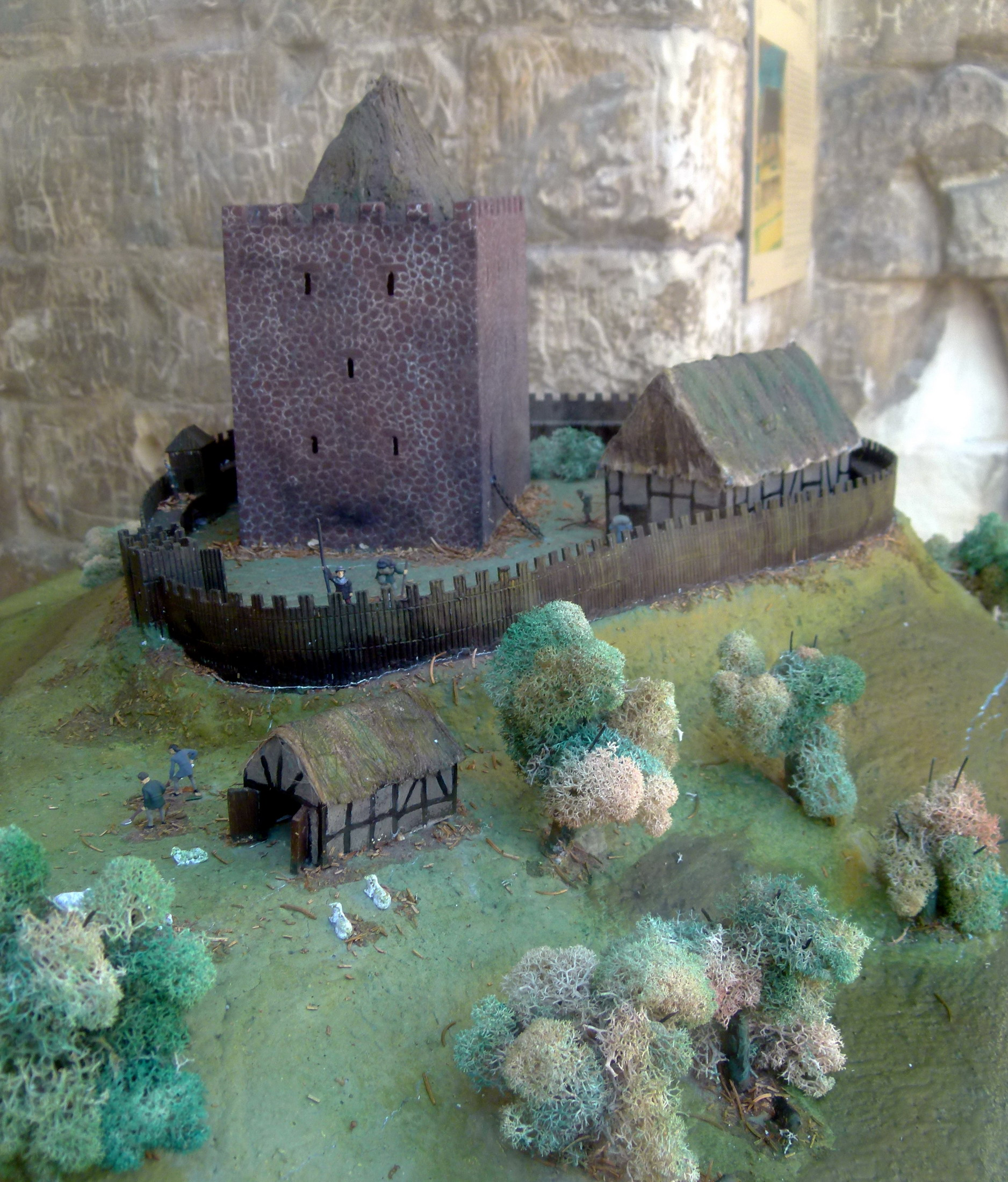
Model van de eerste donjon van Kasteel Valkenburg, waarschijnlijk gebouwd door Gosewijn I

Gosewijn I van Heinsberg (vermeld vanaf 1085 - Heinsberg, 1 april 1128) was heer van Heinsberg en later heer van Valkenburg. Hij geldt als de stamvader van het Huis Valkenburg.

## Levensbeschrijving
Gosewijn was mogelijk een zoon van Diederik I Flamens uit het huis Wassenberg, en zou daarmee een kleinzoon van graaf Gerard II Flaminius zijn geweest. Hij was getrouwd met Oda van Walbeck, een dochter van Siegfried II van Walbeck (ca. 1030-ca. 1087). Na het overlijden van zijn vader in 1082 kwam hij in het bezit van de heerlijkheid Heinsberg.
In 1085 dwong hij samen met zijn neef Gerard I van Gelre af dat Luipo (de kandidaat van de keizer) werd gekozen tot abt van Sint-Truiden. In een oorkonde van bisschop Otbert van Luik uit het jaar 1096 wordt melding gemaakt van de aankoop door Gosewijn van het domein Houlten (Houthem) voor 50 zilvermarken. Hij was vermoedelijk ondervoogd van de proosdij van Meerssen en voogd van Sint Odiliënberg.
Op 11 februari 1115 vocht Gosewijn mee in het Lotharingse contigent in de slag bij Welfesholz, waarbij de burcht Walbeck van zijn echtgenote Oda als uitvalsbasis diende. Daar werd keizer Hendrik V verslagen door zijn Saksische en Lotharingse tegenstanders. Gosewijn en Gerard waren in 1118 getuige bij de stichting door de aartsbisschop van Keulen Frederik I van Schwarzenberg van een klooster in Dünnwald (aan de Rijn tegenover Keulen).
Gosewijns echtgenote Oda erfde Valkenburg van haar verwante Guda van Valkenburg. Daarmee werd Gosewijn heer van Valkenburg en wordt voor het eerst in 1119 als de castello Falcomonte aangeduid. Guda van Valkenburg († 1125) was de weduwe en erfgnaam van Thiebald van Voeren († 1106) heer van Valkenburg en was na diens overlijden als recluse ingetreden in de Sint-Jacobsabdij van Luik. Na de vererving richtte Gosewijn zich vooral op het uitbouwen en versterken van de donjon van Kasteel Valkenburg.
Tijdens het Luiks schisma van 1119 naar aanleiding van de opvolging van bisschop Otbert, koos Gosewijn partij tegen keizer Hendrik V. Toen in 1122 tijdens de grote landdag te Luik het kapittel van Sint-Servaas en de abt van Reims zich beklaagden over Gosewijn en deze vervolgens weigerde in Aken voor hem te verschijnen, vond Hendrik daarin een aanleiding om in te grijpen. Hij liet Gosewijns versterking in Valkenburg door zijn vazal Godfried I van Leuven belegeren en verwoesten. Deze gebeurtenis had niet alleen grote weerklank in het Maasland, ook werd ook in de Keulse konigskroniek vermeld: "Imperator Falkenburg, castrum comitis Gozwini, captum diruit" ("de keizer veroverde en verwoestte Valkenburg, de burcht van graaf Gosewijn"). In de weinige jaren die hem resteerden zou Gosewijn zijn tijd besteden aan de herbouw van de burcht.
Oda schonk na het overlijden van Gosewijn in 1128 goederen bij Kalkar aan het klooster te Kamp en goederen bij Gendringen aan het door haar kort na 1128 gestichte Gangolfusstift in Heinsberg.

## Nakomelingen
Gosewijn was getrouwd met Oda van Waldbeck (ca. 1085-1152). Zij kregen de volgende kinderen:
- Gerard I van Heinsberg (overleden in 1129), erfgenaam van Heinsberg en Gangelt, gehuwd met Irmgard van Plötzkau
- Gosewijn II van Valkenburg (overleden 1168), erfgenaam van het Land van Valkenburg en Richterich; erft ca. 1130 tevens Heinsberg van zijn broer
- mogelijk Guda (overleden 1173), in 1157 abdis van de abdij van Munsterbilzen